# 乌姆盖斯尔战役
乌姆盖斯尔战役（英語：Battle of Umm Qasr）是伊拉克战争期间的第一场地面战斗。在战争打响时，联军的第一批目标中就有乌姆盖斯尔港。2003年3月21日，正当联军在伊拉克南部推进时，一支两栖登陆部队攻占了乌姆盖斯尔港的新港区。这场进攻有英国皇家海军陆战队第三突击旅打头阵，并且得到了美国海军陆战队第15远征部队和波兰行动应变及机动组（GROM）的支援。驻守在乌姆盖斯尔城区内的伊拉克军队进行了出乎联军意料的抵抗，迫使联军花了数天事件才清除了当地的防御部队。在3月25日，联军宣布这座港口城市已经安全并且重新对外开放。
在港口航道被美国海军第14直升机扫雷中队海军第一特种清障队扫清水雷之后并重新被投入使用之后，乌姆盖斯尔港被用作向伊拉克平民运输人道主义救济物资。
参与扫雷行动的部队除了上述两支部队外还包括得到潜水员支援的“班戈”号桑当级猎雷艇、美国海军MH-53E直升机以及受过训练的海豚和海豹。在这些部队勘察了航路并清理了水雷之后，英国海军“加拉哈德爵士”号登陆支援舰在几天之后停靠了该港。